# Seignosse (singolo)
Seignosse è un singolo del rapper italiano Rhove, pubblicato il 18 febbraio 2022 dalla Virgin e dalla Universal Italia.
Il nome del singolo viene dall'omonima cittadina francese, dove il rapper era solito andare a surfare.

## Tracce
Testi e musiche di Samuel Roveda e Madfingerz.
1. Seignosse – 2:56